# Maatschappelijke instorting

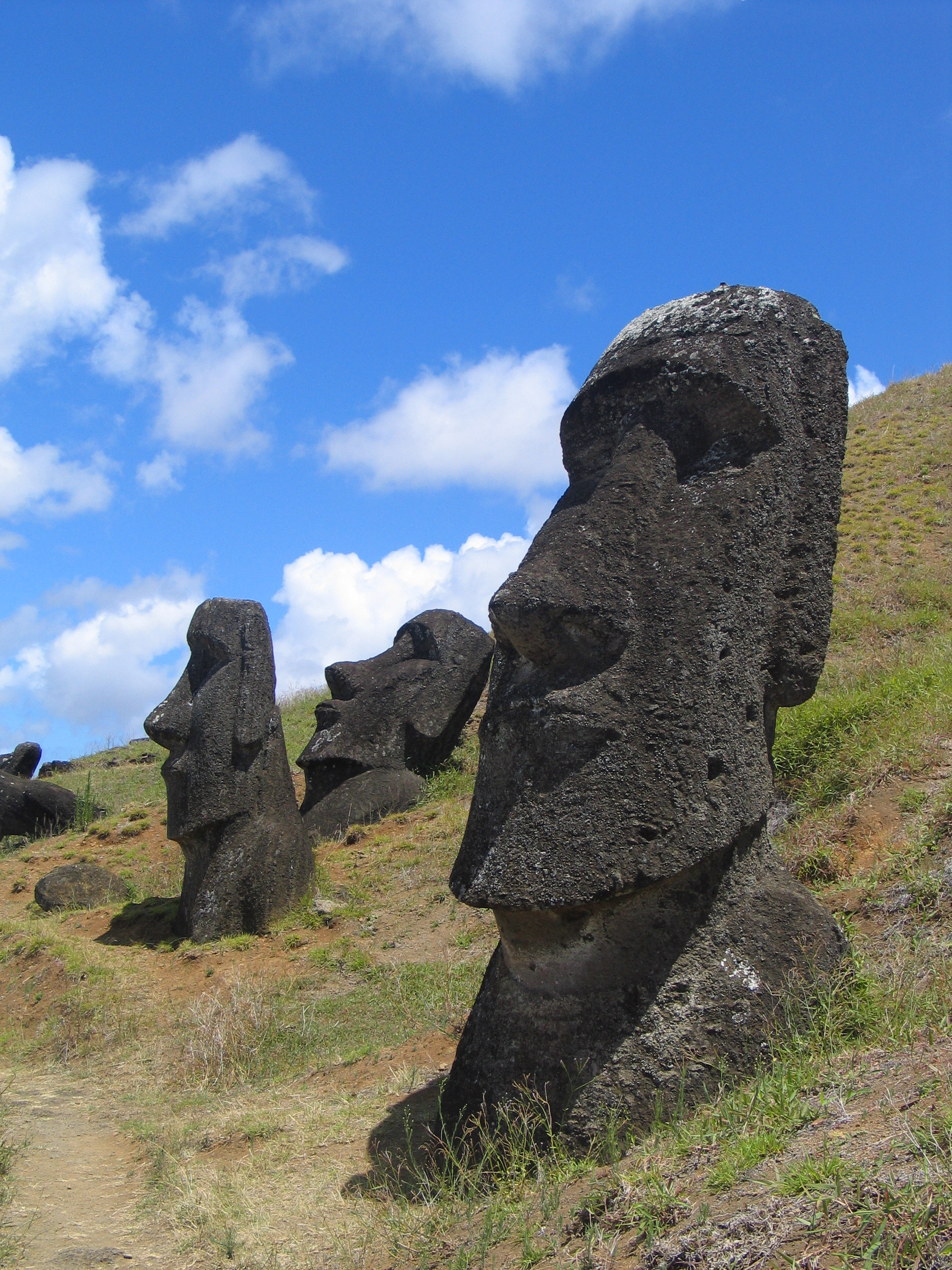
Een Moai-standbeeld op het Paaseiland.

Maatschappelijke instorting of ineenstorting (ook wel de ondergang van een beschaving) is de terugval van een complexe menselijke samenleving of maatschappij. Het proces gaat gepaard met het verlies van culturele eigenheid en van sociaal-economische complexiteit, het wegvallen van overheid en gezag, verstoorde vitale infrastructuur en met onderling burgerlijk geweld. Mogelijke oorzaken van een maatschappelijke ineenstorting zijn natuurrampen, oorlogen, pandemieën, hongersnood en ontvolking. Een ingestorte maatschappij kan ofwel terugvallen op een meer primitieve samenleving, ofwel worden opgeslokt door een sterkere, naburige samenleving, of volledig verdwijnen.
Vrijwel alle beschavingen zijn in het verleden ten onder gegaan, ongeacht hun omvang of complexiteit. Maar sommige konden heropleven, eventueel in een gewijzigde vorm, zoals China en Egypte, terwijl andere het verval nooit te boven kwamen, zoals het Maya-rijk en de beschaving op het Paaseiland. Maatschappelijke ineenstorting verloopt over het algemeen relatief snel, maar zelden onverwacht. Een voorbeeld van een niet-ingestort, maar geleidelijk aan verschrompeld wereldrijk is het Britse Rijk sinds 1918.
Toch is het zeldzaam dat een cultuur volledig uitsterft; nieuwe samenlevingen zijn meestal duidelijk herkenbaar als nakomelingen van de ingestorte samenleving, ondanks een drastische vermindering van de sociale verfijning. De invloed van een ingestorte samenleving kan nog lang nawerken, zoals die van het Romeinse Rijk.

## Oorzaken van verval
Antropologen, historici, statistici en sociologen hebben uiteenlopende verklaringen aangebracht voor de ineenstorting van beschavingen, met als oorzaken klimaatverandering, uitputting van hulpbronnen, onhoudbare complexiteit, verval van sociale cohesie, toenemende ongelijkheid, teloorgang van kennis en creativiteit, of een ongelukkige samenloop van omstandigheden.

## Onderzoek en literatuur

### In de geschiedenis
Een van de meest bestudeerde voorbeelden van maatschappelijke instorting is de Val van het West-Romeinse Rijk.

### 20e eeuw
In de 20e eeuw verschenen monumentale bijdragen over de ondergang van beschavingen van onder meer Oswald Spengler (1880-1936) en Arnold Toynbee (1889-1975).
De teloorgang van beschavingen was een onderwerp voor bestsellerauteurs zoals Jared Diamond, voor antropologen en sociologen zoals Joseph Tainter, Peter Turchin, Jack Goldstone en Patricia McAnany, en voor schrijvers als Günther Anders.

### 21e eeuw
De vermeende, nakende ondergang van de Westerse geïndustrialiseerde samenleving is ook onderwerp van nieuwe wetenschappelijke disciplines zoals de cliodynamica of de systeemtheorie. In de Franstalige wereld lanceerde Pablo Servigne de collapsologie (ondergangskunde). In het Verenigd Koninkrijk publiceerde Jem Bendell zijn essay "Deep Adaptation", waarin hij ervan uitgaat dat de klimaatverandering de komende decennia kan leiden tot de teloorgang van de westerse industriële levensstijl.
Volgens onderzoekers van de Anglia Ruskin University zouden landen die in staat zijn voedsel te verbouwen voor de eigen bevolking, hun grenzen weten te beschermen tegen ongewenste massale migratie en een werkbaar elektriciteitsnet kunnen onderhouden, het best in staat zijn om zware (klimaat)schokken te weerstaan. In 2021 voldeden de eilandstaten IJsland en Nieuw-Zeeland aan deze voorwaarden.
Het United Nations Office for Disaster Risk Reduction van de VN onderzoekt in een periodiek Global Assessment Report de risicopatronen en -trends, en de vooruitgang op het gebied van risicobeperking bij rampen. Wetenschappers houden ook de symbolische doemdagklok bij , waarmee existentiële risico’s voor de mensheid worden ingeschat. Ook het Zweedse Stockholm Resilience Centre voert onderzoek naar veerkracht en duurzaamheid.
In augustus 2022 pleitte een groep klimaatwetenschappers voor meer onderzoek naar de worstcasescenario’s inzake klimaatverandering, een volgens hen “op dit moment gevaarlijk onderbelicht onderwerp”. Een andere – volgens sommige wetenschappers onderschatte – factor is het "cascade-effect" van bijvoorbeeld de hitte/droogte combinatie, met gevolgen in meerdere sectoren tegelijk.

## Voorbeelden uit de geschiedenis

### Sociale structuur ingestort
- Akkadische Rijk
- ondergang aan het einde van de Late Bronstijd:
  - Hettieten
  - Mitanni
  - Myceense beschaving
  - Nieuw-Assyrische Rijk
- Angkor Wat van het Khmer-rijk
- Han en Tang-dynastie in China
- Mayacultuur
- Koninkrijk Mutapa
- Olmeken
- Kushanrijk
- Duitse keizerrijk
- Weimarrepubliek

### Opgeslorpt
- Sumer, door het Akkadische Rijk
- Oude Egypte, door verschillende latere culturen
- Babylonië door de Hettieten
- Kelten door de Angelsaksen
- Rijk der Chazaren door de Oostelijke Slaven van het Kievse Rijk
- Byzantijnse Rijk door latere culturen en uiteindelijk het Ottomaanse Rijk
- tal van Aziatische culturen, opgeslorpt door het Mongoolse Rijk
- Koninkrijk Champa door het latere Vietnam
- Tokugawa-shogunaat, beëindigd in de Meiji-restauratie
- Azteken, Inca's en Maya's, opgeslorpt door het Spaanse Rijk
- Garamanten, opgeslorpt door de Omajjaden
- Joseondynastie, opgeslorpt na annexatie van Korea door Japan.

### Uitgestorven of verlaten
- Cahokia
- Noormannen op Groenland
- oorspronkelijke Polynesische beschavingen op de Pitcairn- en Henderson-eilanden
- Malden (eiland)
- Flinderseiland